# Качоровский, Карл Август Романович
Карл А́вгуст Рома́нович Качоро́вский, или Кочаро́вский (1870 — после 1937) — российский экономист-аграрник, статистик, публицист, общественный деятель.

## Биография
Родился в 1870 году в семье военного врача. Учился сперва в Симферопольской, затем в Петербургской гимназиях. Не закончив обучения, в 1888-м возглавил в Петербурге один из кружков революционной молодёжи народовольческого типа. В 1890-м был арестован, подал прошение о помиловании и смягчении наказания. В 1892-м был выслан сначала в Омск, потом в город Верный (ныне Бишкек).
Там при содействии известного статистика В. Н. Григорьева начал изучать крестьянское хозяйство и общинное землепользование. Делал это путём рассылки опросных листов и обобщения данных земской статистики. В 1893 году в журнале «Русская мысль» опубликовал первую свою статью, которую посвятил крестьянскому хозяйству и переселению крестьян. В 1900-м был издан первый том его знаменитого труда «Русская община. Возможно ли, желательно ли её сохранение и развитие? (Опыт цифрового и фактического исследования)». Эта работа встретила благоприятные отзывы рецензентов самых разных направлений и была удостоена двух премий — премии им. Ю. Ф. Самарина, учреждённой Московским университетом, и премии Петербургского кооперативного института.
В 1903 году Качоровский выехал за границу с целью обработки новых материалов по общине. Через три года в свет вышло 2-е дополненное и расширенное издание его работы по русской общине. Также он написал книги «Народное право» (1906), «Проект основного закона о земле (Что нужно крестьянам)».
Некоторое время Качоровский возглавлял книгоиздательство «Труд и борьба». В 1908-м стал одним из авторов коллективного исследования под названием «Борьба за землю» (Т. 1, СПб., 1908). На основе подготовленных им материалов, с его введением и под его редакцией увидела свет книга П. Вениаминова (П. Г. Архангельского) «Крестьянская община (Что же она такое, к чему идет и что может дать России?)» (СПб., 1908).
Являлся сотрудником народнических журналов («Русское богатство», «Заветы») и эсеровских газет, но воздерживался от участия в политической деятельности.
После 1917 года Качоровский эмигрировал. Проживал в Праге, где в 1923—1925 гг. руководил социальным отделом Института изучения России. Позднее жил в Белграде и Италии. Умер предположительно после 1937 года.

## Научная деятельность
В главном труде Качоровского «Русская община. Возможно ли, желательно ли её сохранение и развитие? (Опыт цифрового и фактического исследования)» использованы данные земской статистики по 182 уездам, сибирские экспедиционные исследования по 13 округам, а также материалы общинного землевладения донских, кубанских, терских и уральских казаков. Работа охватывала сведения почти трети поземельных общин страны (ок. 90 тыс.)
По мнению Качоровского, прогресс в сельском хозяйстве способна обеспечить только община. Он считал, что в общественном производстве существует лишь два фактора — земля и человечество. Классификация общин у него выстраивается в зависимости от степени осуществления принципа уравнительности при переделах земли. Этот признак Качоровский выделял в качестве главного, при этом описывал различные формы и виды общинного землевладения. Он пытался статистическим методом выявить законы развития общины. В своих исследованиях Качоровский акцентировал внимание на изучении форм землевладения и внутренних принципов организации общины. Он отрицал отмирание общины, придерживаясь теории некапиталистического развития деревни, на примерах пытался доказать процесс постепенной декапитализации сельского хозяйства в Европе и Америке.
Качоровский описал все существовавшие в России формы общинного землевладения. Исследования привели его к выводу о наличии в стране двух типов общины: основу первого составляли бывшие государственные крестьяне (общины «вольная», «натуральная», основанная на «обычном праве»); во второй тип входили общины бывших помещичьих крестьян, и в нём Качоровский видел скорее государственный, а не обычно-правовой институт. Первый тип общины, по его мнению, был жизнеспособен, а второй постепенно распадался.
Исследование положения общины в России он проводил совместно с экономистом Н. П. Огановским. В книге «Народное право», изданной в 1906 году, Качоровский сделал специальный анализ внутренней организации общины как обычно-правового института. Процесс её формирования и развития учёный объяснял, во-первых, идеей трудового начала, которую характеризовал как основу «обычного народного» и земледельческого права, во-вторых — противопоставлением «права труда» (то есть права на результат труда, вложенного в земельный надел) «праву на труд» (то есть праву на использование земли как средства существования). Качоровский предложил классифицировать все виды русской общины исходя из проявления главного признака общинного землепользования — уравнительных переделов земли.

### Сочинения
- Русская община. Возможно ли, желательно ли её сохранение и развитие? Архивная копия от 8 июля 2019 на Wayback Machine / 2-е изд. — М.: Новое товарищество, 1906. — 362 с.
- Народное право. — М.: Молодая Россия, 1906. — 254 с.
- Бюрократический закон и крестьянская община // Русское богатство. — 1910. — № 7—8.
- Быть или не быть общине в России // Заветы. — 1912. — № 2.
- Народничество, как социологическое направление // Заветы. — 1913. — № 3—6.
- Община в революции и контрреволюции // Воля России. — Прага, 1924. — № 18.
- Выходы из общины // Записки Института изучения России. Т. 1. — Прага, 1925.
- Социальный строй России. — Прага, 1926.
- Путь России. — Београд, 1937.